# 제1군 (프랑스)
제1군(프랑스어: 1re Armée)은 프랑스의 야전군으로 제1차 세계 대전과 제2차 세계 대전에서 활약했던 군대이다. 냉전 시기까지 편제가 유지되었다.

## 창설과 다른 부대명
- 1914년 8월 2일 : 제17계획으로 제1군 창설

- 1918년 11월 : 11월 11일 휴전 후 제1군 해산

- 1939년 9월 3일 : 징병으로 제1군 재창설

- 1940년 7월 : 6월 22일 휴전 후 제1군 재해산

- 1944년 9월 25일 : ‘B’군이 제1군으로 재명명
- 1993년 : 제1군 해산

## 제1차 세계 대전
1914년 8월 동원된 이후, 오귀스트 두바일 장군은 제1군과 제7군단, 제8군단, 제13군단, 제14군단, 제21군단의 총책임자가 되었다. 미레코르와 뤼네빌을 연하는 통제선과 벨포르를 잇는 지역이 제1군의 담당 지역이었으며, 제1군의 본부는 에피날에 있었다. 프랑스군은 제2군과 함께 1차 대전에서 복무했으며 로렌 전투에 참여했다. 제1군은 자르부르크를 방어하려고 했다. 바이에른 왕 황태자 루페르트는 독일 제6군 총사령관으로 복무하였고 프랑스의 침공을 막는 역할을 부여받았다. 프랑스의 공격은 루페르트에 의해 저지되었으며 두바일 장군은 로렌에서 철수하였지만 독일군의 거센 반격을 받았다. 8월 20일 루페르트는 대규모 반격을 개시해 독일군을 로렌 지역에서 축출했다. 1915년 두바일 장군은 해임되었다. 1916년부터 1917년까지 미숙한 장교들이 프랑스 제1군을 담당했고, 이 중에는 파스샹달 전투를 이끈 프랑수아 안토인도 포함되었다.

## 제2차 세계 대전

### 1940년
제2차 세계 대전 동안 프랑스 제1군은 참모총장 조지 모리스 블랑차르의 지휘를 받았으며 프랑스 공방전 기간 동안 독일 국방군을 막는 역할을 담당했다. 이 당시 프랑스 제1군은 기병수색군단과 제3군단, 제4군단, 제5군단으로 구성되어 있었으며 제1예비기갑사단과 제32보병사단을 예하 사단으로 두고 있었다. 1940년 독일 육군이 프랑스와 베네룩스를 침공했을 때 제1군은 영국 해외원정군과 더불어 북쪽에서 독일 육군을 막는 역할을 부여받았다.
1940년 5월 21일, 제1군은 해안가에 고립되는 부대 중 하나가 되었으며, 이는 됭케르크 전투로 이어지게 된다. 독일군이 해안가로 몰려들자 가공할만한 1군은 릴에 포위되었지만 릴 공방전에서 이들은 독일군을 상대로 맹렬히 반격을 펼쳤고, 독일군은 이로 인해 됭케르크에 남아있는 영불 연합군을 시간 내에 공격하지 못한다. 장바티스트 몰리네가 지휘하는 40,000명의 프랑스군은 독일 제4기갑사단, 제5기갑사단, 제7기갑사단을 상대로 격전을 펼쳤고, 제253보병사단의 지휘관 프리츠 퀴네를 포로로 잡는 성과를 올렸다. 이들은 릴에서 3일 간 적의 발을 묶어두어 독일군의 됭케르크 점령을 지연시켰고 제1군의 전과로 연합군 병사 100,000명이 영국으로 안전하게 철수할 수 있었다.

### 1944–1945
제1군은 장 드라트르 드타시니의 지휘 하에 1944년 여름 프랑스 B군으로 재편성되었다. 용기병 작전 당시 이들은 남프랑스에 상륙했다. 1944년 9월 25일 이들은 프랑스 제1군으로 재지정되었으며 마르세유, 리옹, 툴롱을 해방시키는데 큰 기여를 했다. 이들은 연합군 우측방을 엄호하며 스위스 부근까지 진격했다. 제1군은 당시 제1군단과 제2군단을 지휘하고 있었다. 프랑스 제1군은 진격을 이어나가 벨포르를 비롯한 보주산맥 이남 지역을 해방시켰으며 1944년 11월에는 부른하우프 지역에서 작전을 개시해 독일 제4공군군단을 궤멸시키기도 했다. 1945년 1월 제1군은 노르윈드 작전에서 독일군의 주요 공세에 맞서 성공적인 방어전을 펼쳤다. 1945년 2월에는 미국 제10군단과 함께 콜마르 포위전에서 스트라스부르 인근의 라인강 서안을 정리했다. 1945년 3월 프랑스 제1군은 지크프리트 방어선 전투를 치르며 라우  인근의 비엔발트 요새를 함락시켰다. 이후 프랑스 제1군은 슈파이어 부근에서 도하를 개시해 카를스루에와 슈투트가르트를 점령했다. 프랑스 제1군은 1945년 4월 슈바르츠발트에서 제18국방군단과 전투를 치르며 남서부 독일 지역을 정리했다. 전쟁이 끝날 무렵, 프랑스 제1군의 모토는 "라인에서 다뉴브까지"로 명명되었고, 이는 작전 기간 동안 제1군이 건넌 두 개의 강을 뜻하는 것이었다.